# 巻潟東インターチェンジ

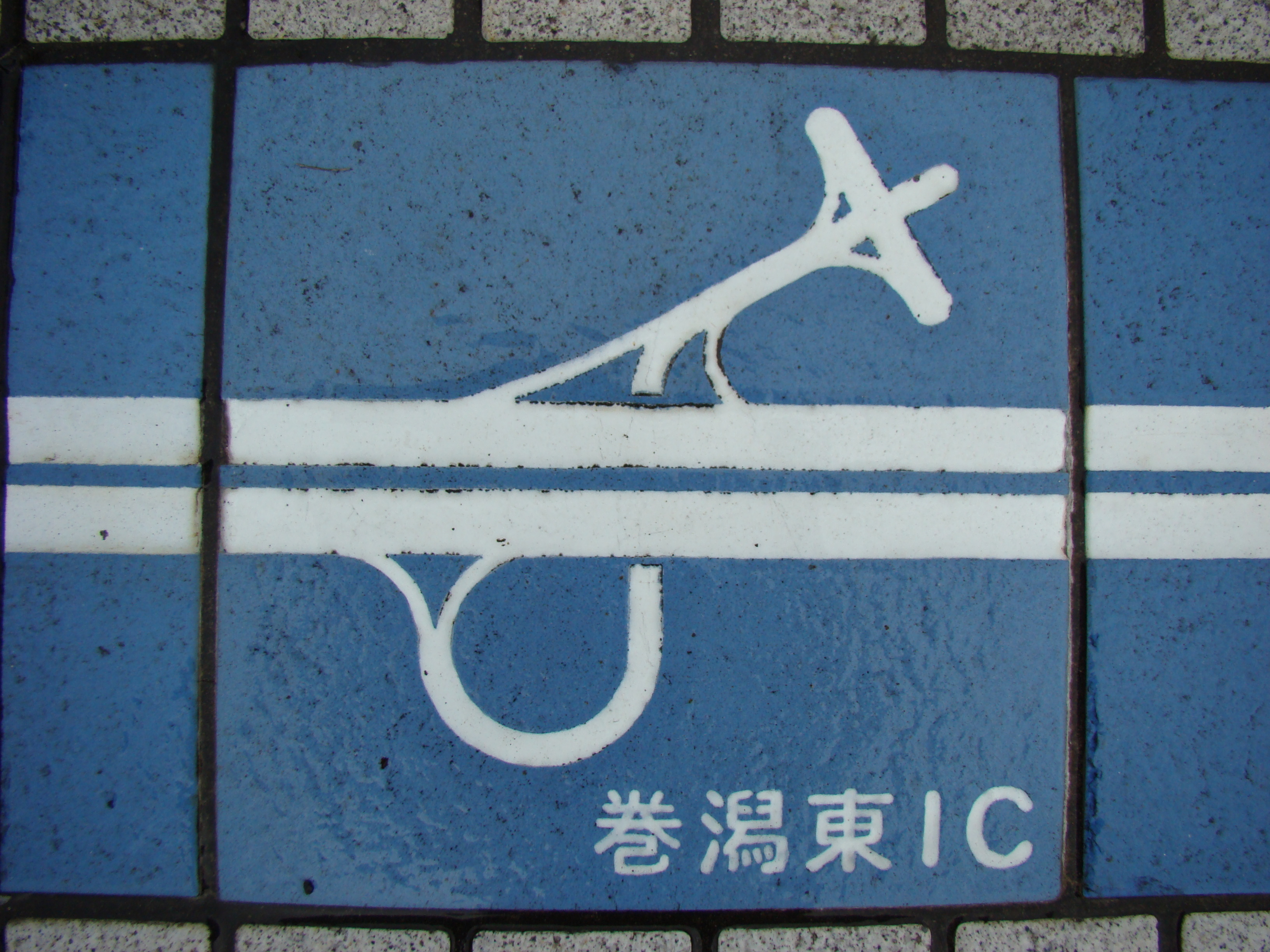
巻潟東ICの形状。画像左は三条燕IC方面、画像右は新潟西IC方面。インター接続道路の右下方面と東方面（インター出口から直進）が現在の国道460号、北へ向かうのが県道9号（ただし直後に三条方面のランプ脇に回り込んで本線をくぐる）である。2009年（平成21年）撮影。

巻潟東インターチェンジ（まきかたひがしインターチェンジ）は、新潟県新潟市西蒲区漆山にある北陸自動車道のインターチェンジである。新潟市の最南西端にある高速道路のICであり、同市の巻地域や旧白根市を含む南区の最寄りICである。
なお、インター名の読みは「まき、かたひがし」である。これは当地が旧巻町と旧潟東村の境界にあったことに由来し、現在でも本線標識にその名残が残されている。

## 道路
- E8 北陸自動車道（40番[注釈 2]）

直接接続
- 国道460号
- 新潟県道9号長岡栃尾巻線

## 料金所
- ブース数：6

### 入口
- ブース数：2
  - ETC専用：1
  - ETC・一般：1

### 出口
- ブース数：4
  - ETC専用:1
  - 一般：3（うち1つは精算機）

## 周辺
IC周辺には小規模な工業団地が点在する。

## バス路線

### 巻潟東バスストップ
当IC内にある高速バス停留所。上下線ともランプウェイの間に、本線に沿う形で設置されており、停車後はすぐ本線に再合流して走行することが可能となっている。
高速バスの車内表示などでは停留所名に「・」による分かち書きを加え、「巻・潟東」と案内している。このような表記となった理由は冒頭で述べたとおり。

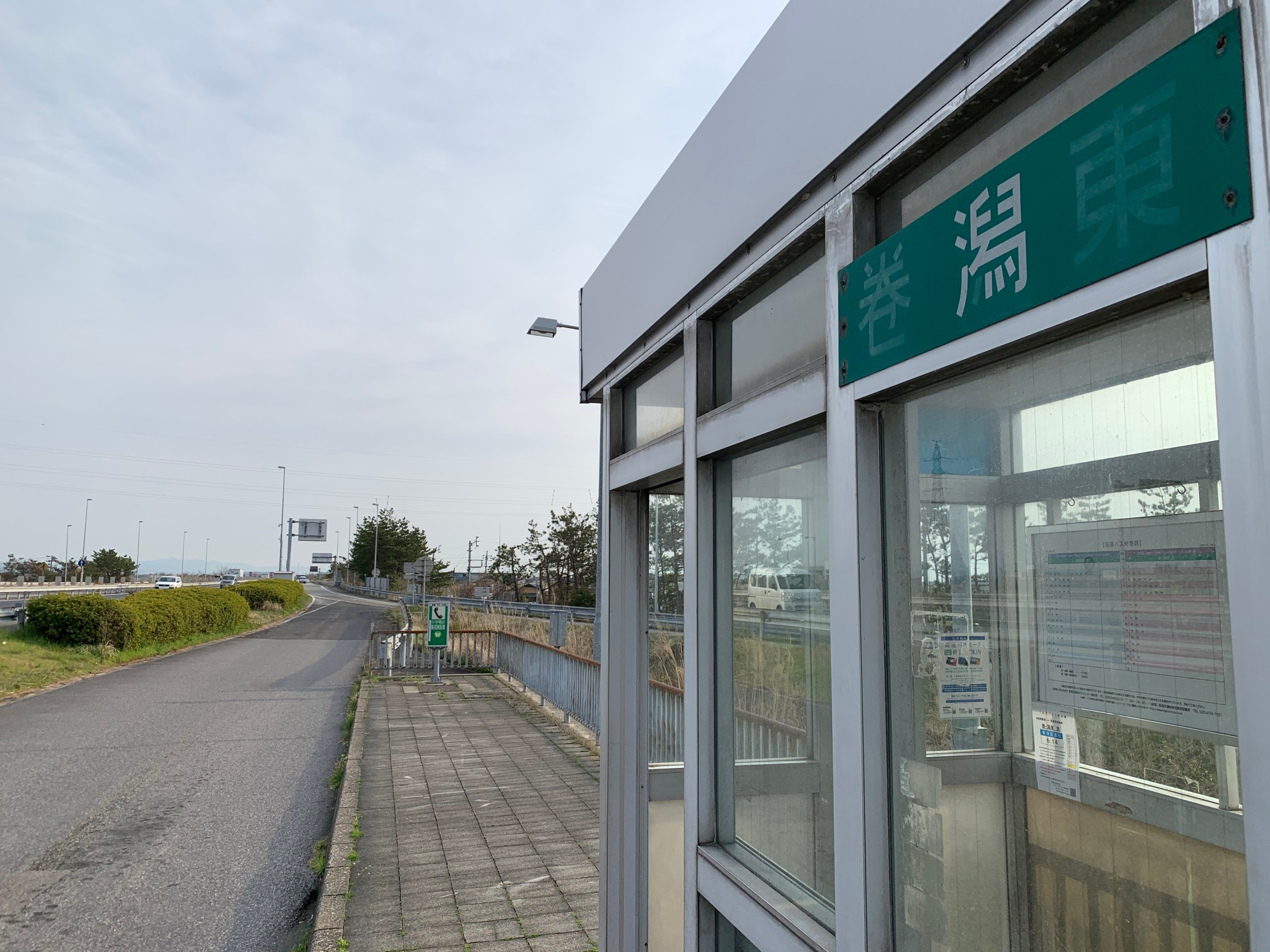
新潟方面行のりば。公団ゴシックの「巻」の字が特徴的である（2020年4月）
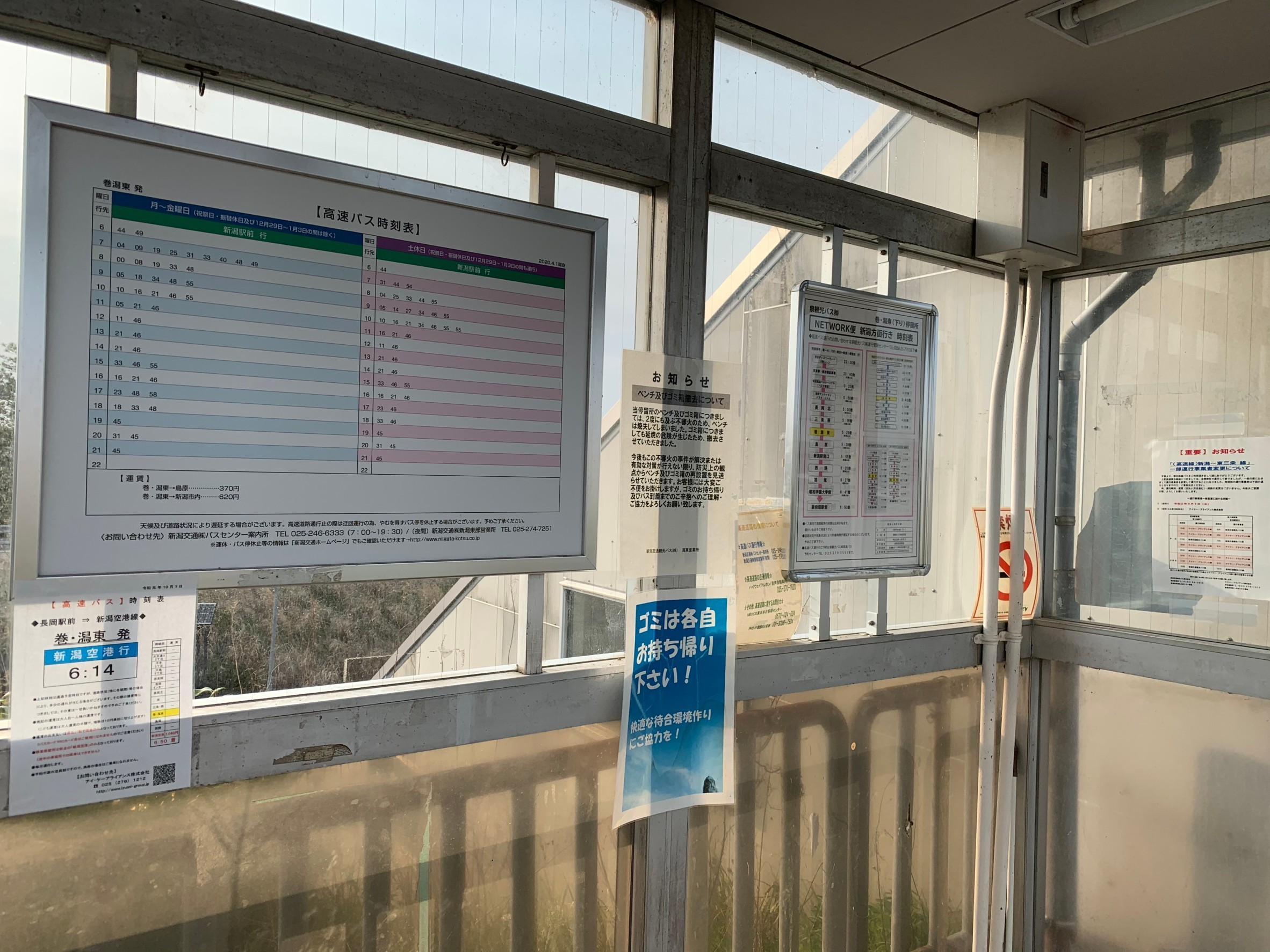
新潟方面行待合室と時刻表。朝ラッシュ時の本数が多い（2020年4月）
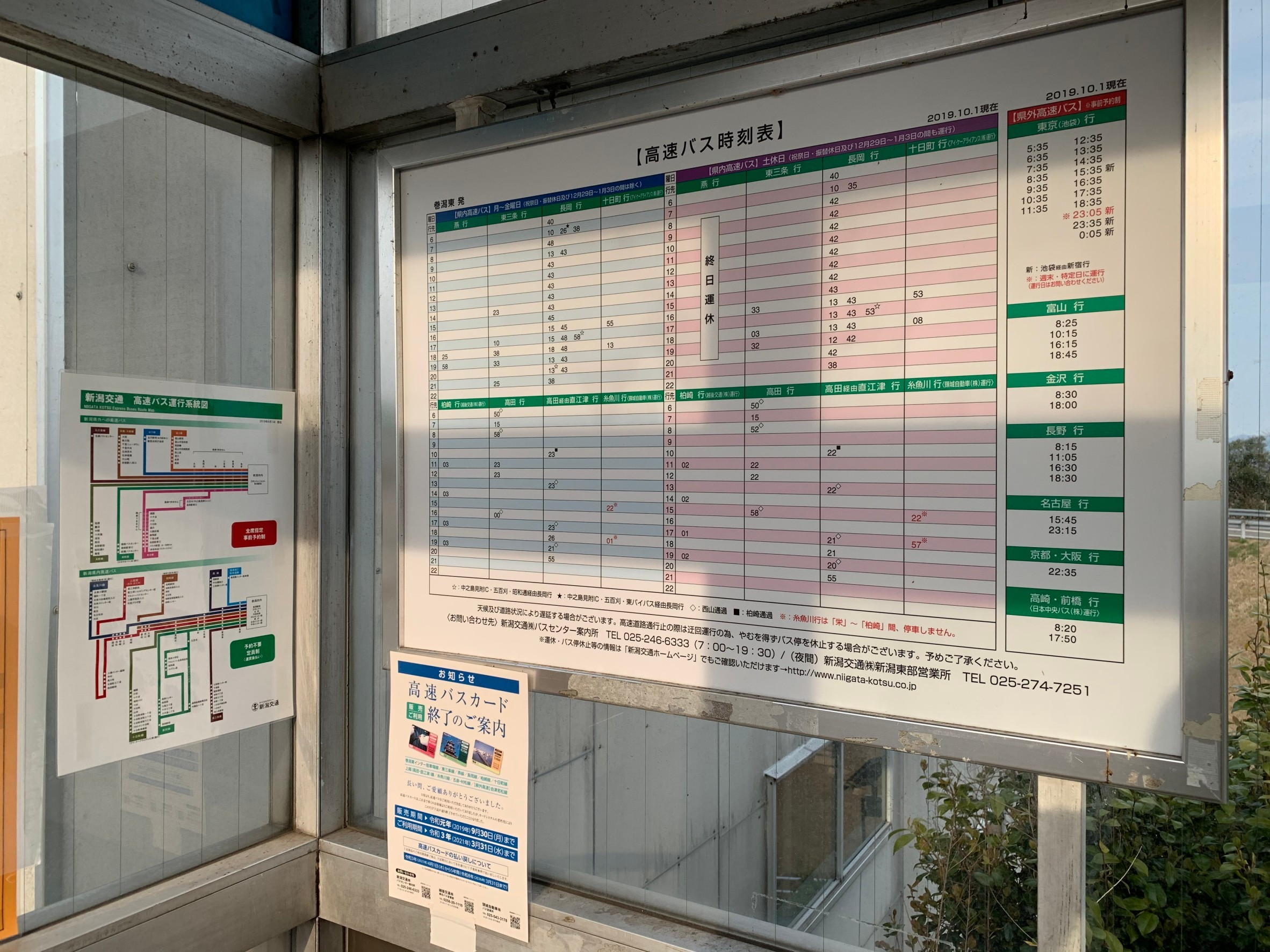
長岡方面行待合室と時刻表（2020年4月）
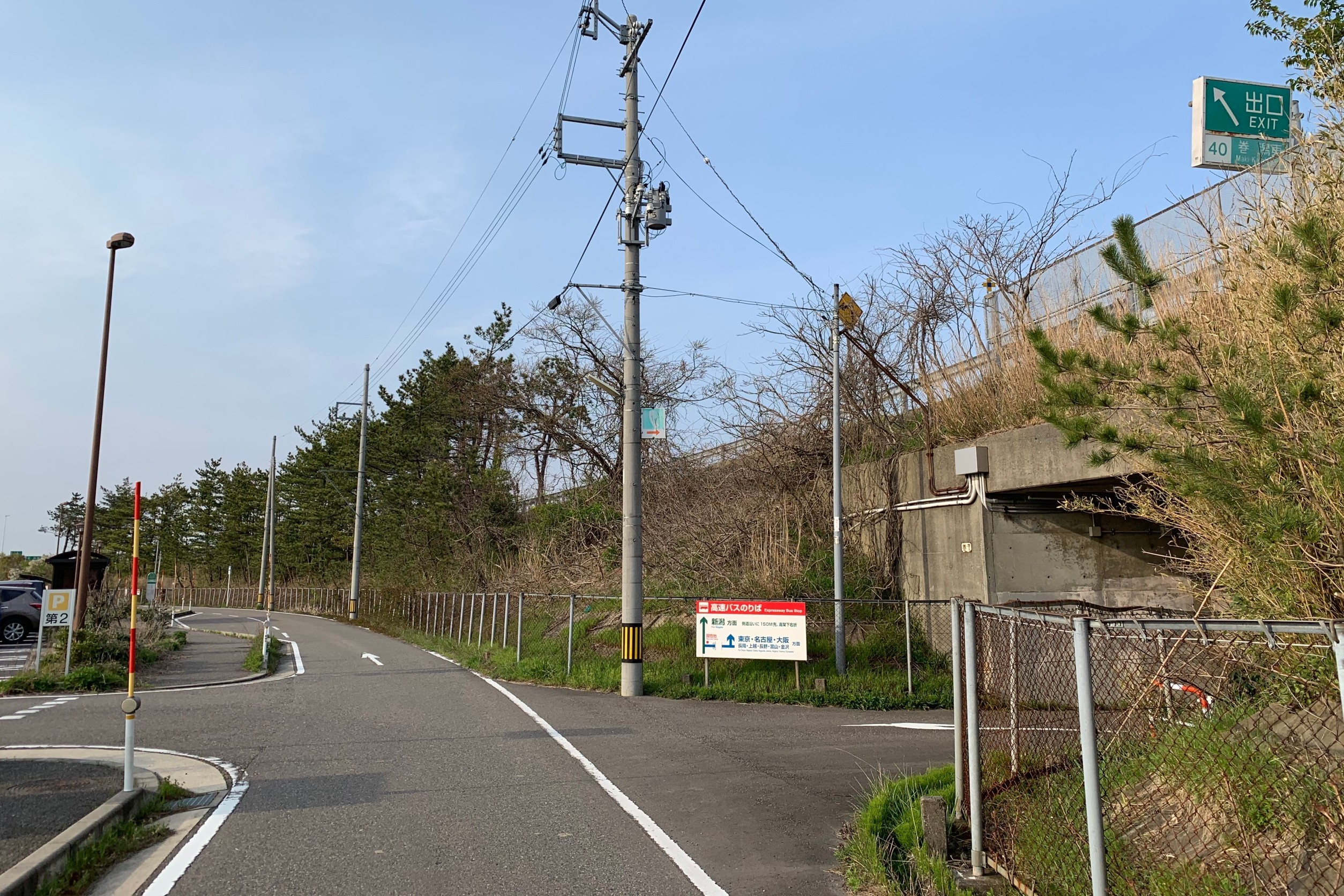
乗り場案内（2020年4月）

#### 停車路線

##### 県外線

新潟県・県外高速バス路線図（旧ツアーバス系は除く）

高速バスのうち新潟県外方面の各路線はいずれも、新潟始発各方面行（上り）は乗車のみ、新潟行（下り）は降車のみの扱いとなっている。
なお下記のうち、※印の路線は旧ツアーバス制度による高速乗合バス路線である。
- 東京 - 新潟線（バスタ新宿・池袋駅東口 - 万代シテイバスセンター）：1989年（平成元年）7月24日より停車[2]。
- おけさ号（大阪（阪急梅田）・京都駅前 - 万代シテイバスセンター）
- 金沢 - 新潟線（金沢駅東口 - 万代シテイバスセンター）
- 富山 - 新潟線（富山駅 - 万代シテイバスセンター）
- 長野 - 新潟線（権堂・長野駅前 - 万代シテイバスセンター）
- 前橋・高崎 - 新潟線（前橋バスセンター・高崎駅 - 万代シテイバスセンター）
- 名古屋 - 新潟線（名鉄バスセンター - 万代シテイバスセンター）
- NETWORK（東京ディズニーランド・新宿南 - 新潟駅・新発田駅）※
三条燕BS - 巻潟東BS - 鳥原BS

##### 県内線

ときライナー路線図

高速バスのうち新潟県内方面の各路線はいずれも、県内各方面行（上り）・新潟駅方面行（下り）とも乗降可となっている。ただし定員制のため、満席の際は乗車できない場合がある。
なお県内線のうち、巻潟東IC駐車場線は当ICから流入・流出するため、本線上の高速バス停は経由しない（詳細は後述）。
- 【ときライナー】Ｓ 東三条線（東三条駅 - 新潟駅）
三条・燕インター前 - 巻潟東BS - 鳥原BS
- 【ときライナー】Ｂ 燕線（燕駅 - 新潟駅）
三条・燕インター東 - 巻潟東BS - 鳥原BS
- 【ときライナー】Ｎ 長岡線（新潟県立近代美術館前・長岡駅 - 新潟駅）
- 【ときライナー】Ｔ 十日町線 （十日町車庫 - 六日町 - 新潟駅）
- 【ときライナー】Ｋ 柏崎線（柏崎駅 - 新潟駅）
- 【ときライナー】Ｊ 上越線（直江津駅・高田駅 - 新潟駅）
- 【ときライナー】Ｉ 糸魚川線（糸魚川駅 - 新潟駅）
三条燕BS - 巻潟東BS - 鳥原BS

### 周辺

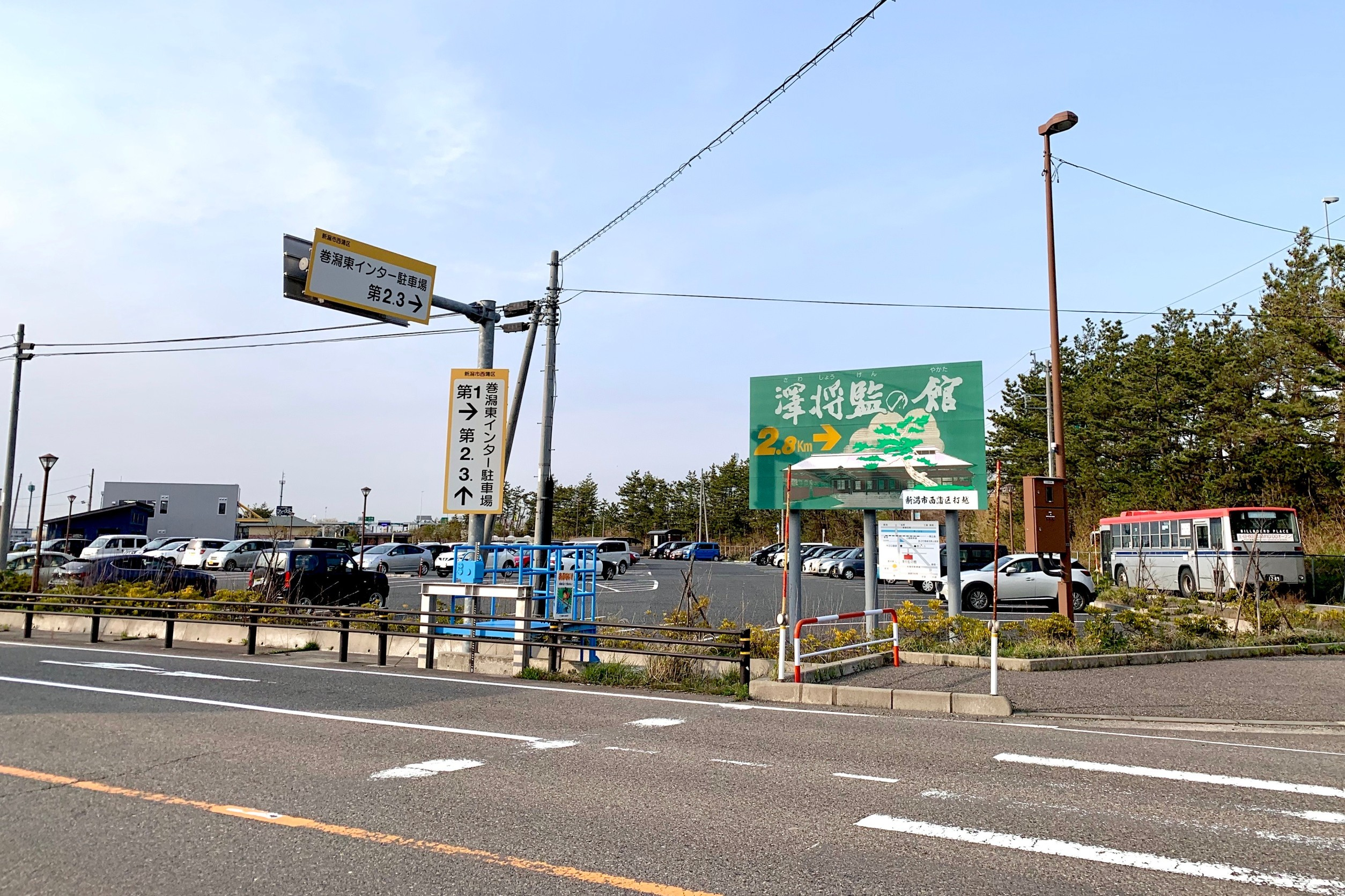
無料のパークアンドライド駐車場（2020年4月）

上下線の停留所横にはパークアンドライドに対応した無料の駐車場・駐輪場が設けられており、それぞれ公衆トイレが設置されている。
第1駐車場は1984年（昭和59年）3月に、第2駐車場は1989年（平成元年）に開設され、その後も増設が続いた。なお、一時期は有料となっていたが無料に戻された。

#### IC・高速バス停周辺のバス停留所

一般路線バスの路線図

IC周辺には巻・潟東インター駐車場バス停留所が設けられており、県内高速バス（ときライナー）の「巻潟東IC駐車場線」のほか、一般路線バスやコミュニティバス等が発着している。
この停留所は2012年（平成24年）秋、IC南側、駐車場前の高速側道沿いにバスベイが新設され、同年10月15日に停留所として開設されたものであり、これによって高速バスと、一般路線バスの乗り継ぎの利便性改善が図られた（それまでは巻潟東I.C交差点の付近の巻・潟東インター前停留所が最寄りであった）。
巻潟東IC駐車場線はこの駐車場バス停を起終点とするため、駐車場から同一平面上で高速バスに乗り降りできる利便性が確保されている。なお、同線は2016年3月までは巻駅 - 当IC - 新潟駅の区間で運行されていた（詳細は新潟交通観光バス#巻線を参照）。
巻・潟東インター駐車場
- 【ときライナー】Ｍ 巻潟東IC駐車場線（当バス停 - 新潟駅前）
- 巻 - 漆山 - 白根 線
- 巻 - 六分 加茂 線
- 西蒲区区バス

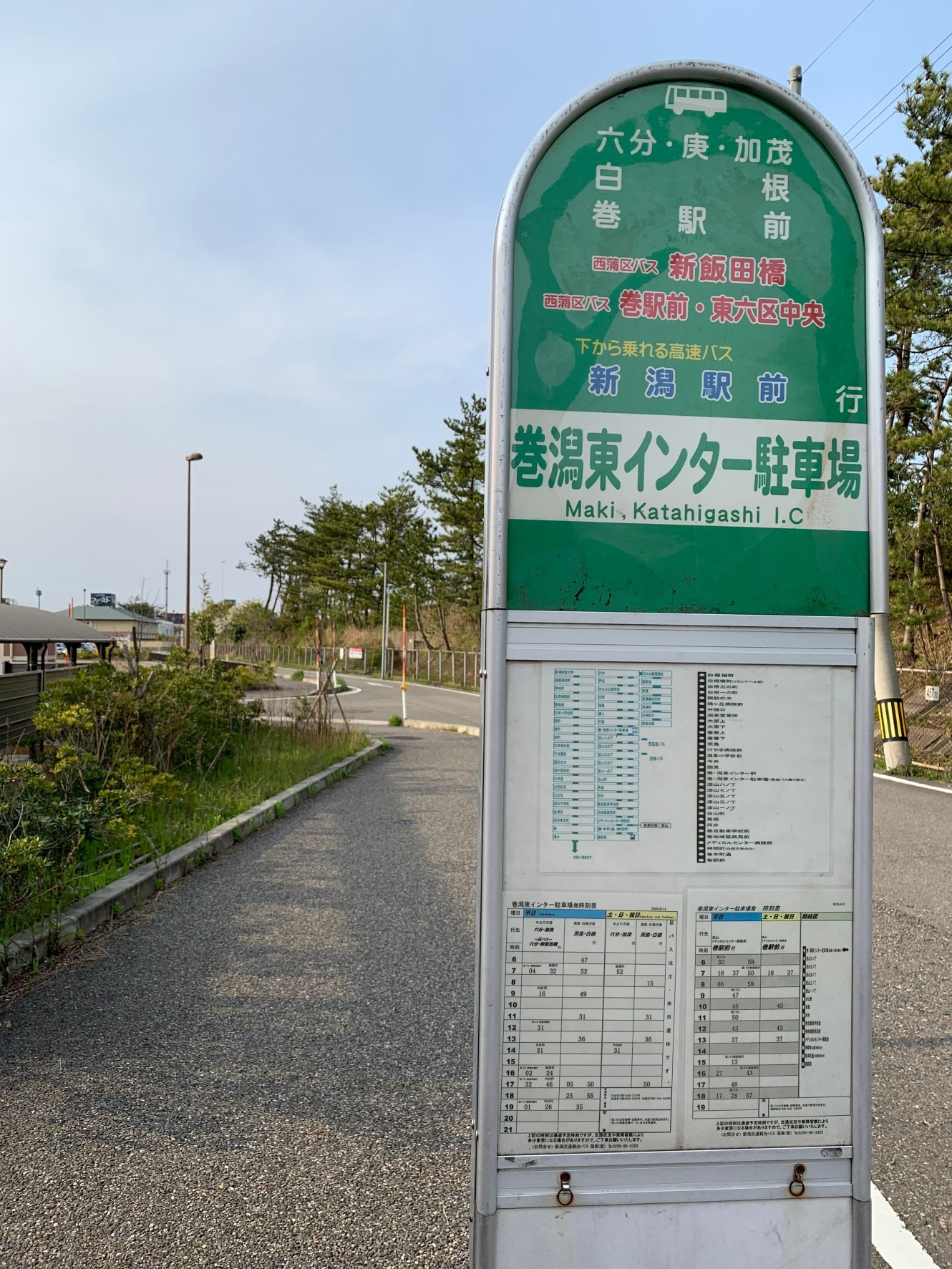
「巻潟東インター駐車場」バス停。「下から乗れる高速バス」の表記が見られる（2020年4月）
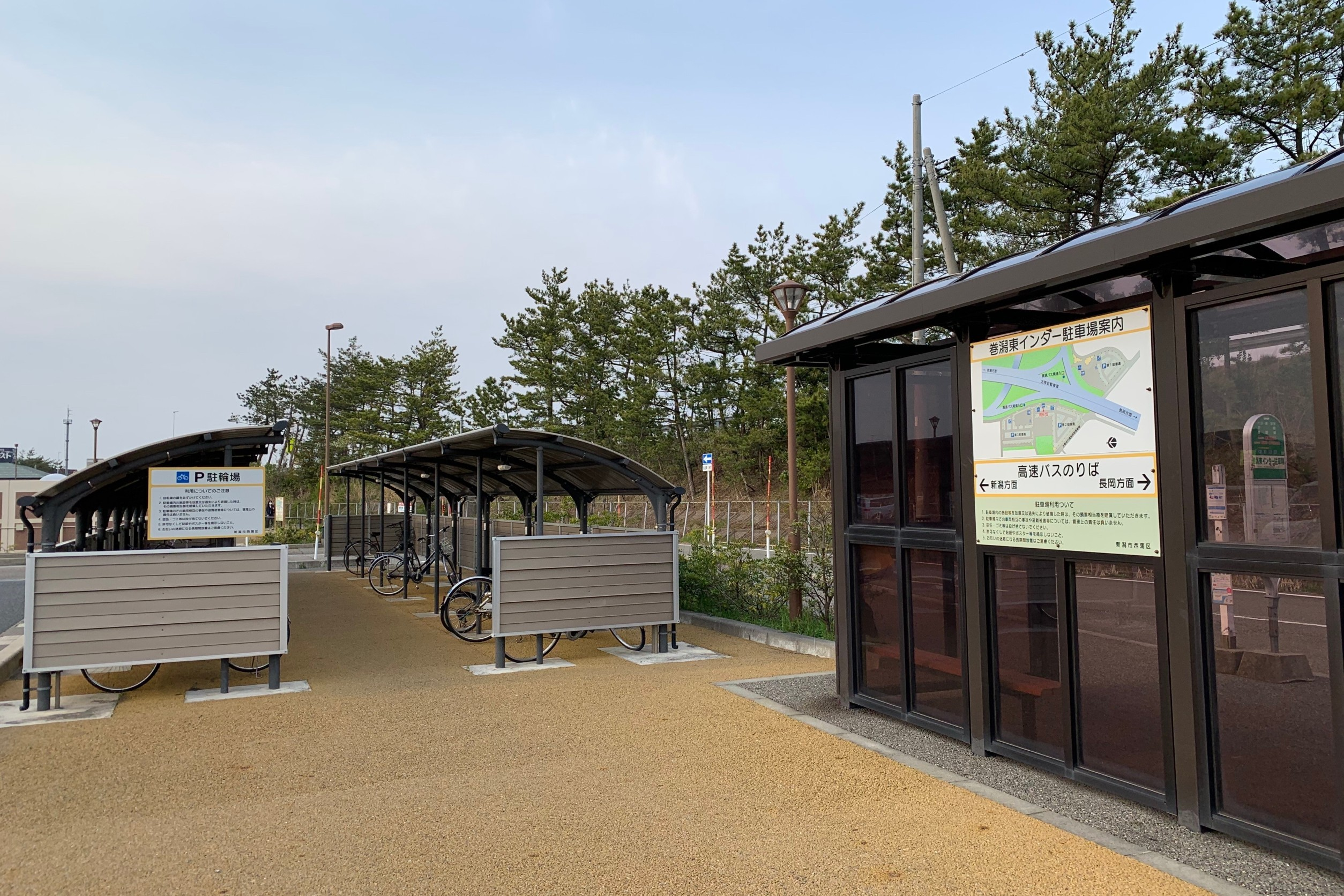
無料のパークアンドライド駐車場（第1～第3）の案内と駐輪場（2020年4月）
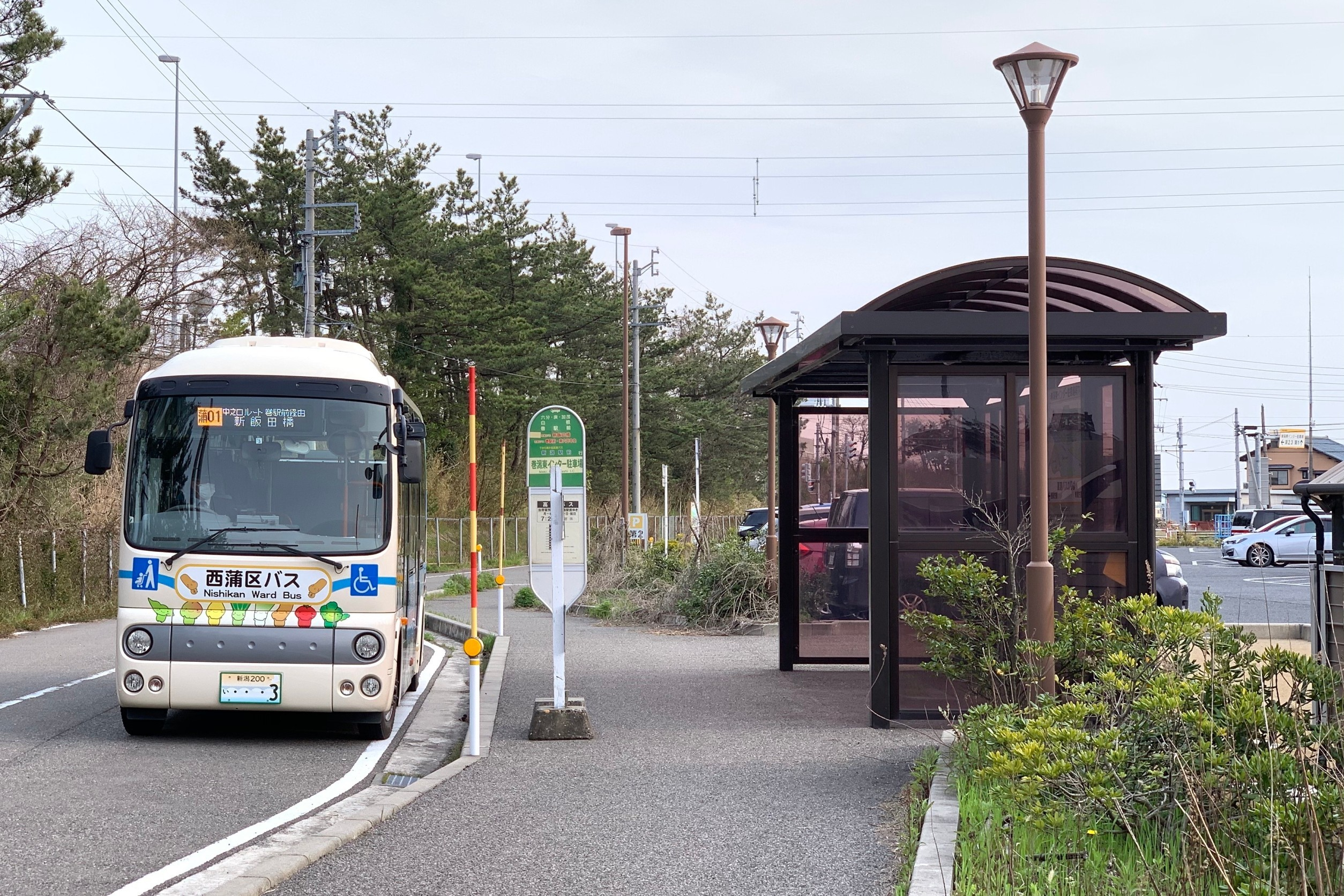
「巻潟東インター駐車場」バス停に停車する西蒲区区バス（2020年4月）
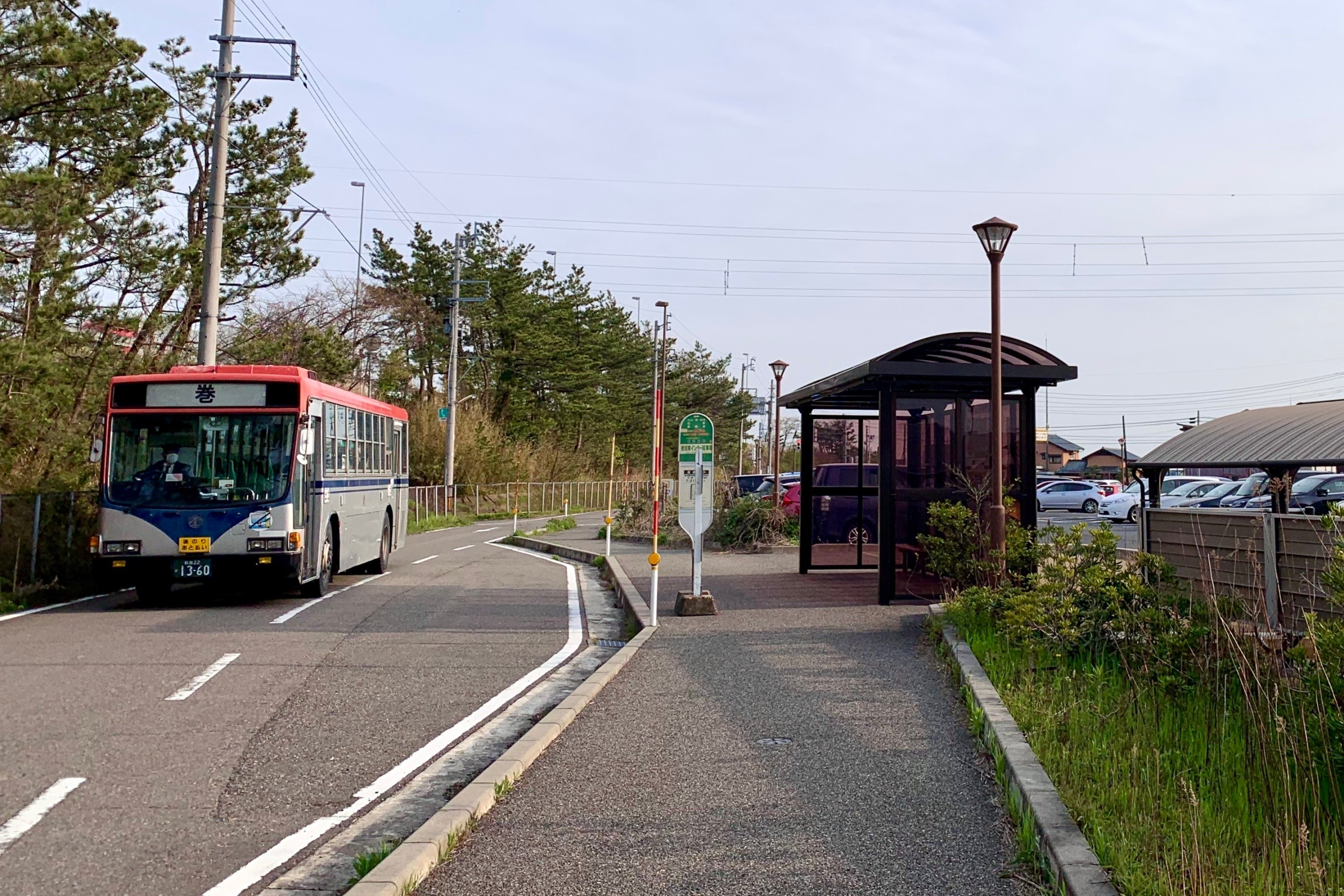
「巻潟東インター駐車場」バス停に停車する新潟交通観光バスの路線バス（2020年4月）